# Войда, Кароль Фредерик
Кароль Фредерик Войда (пол. Karol Fryderyk Woyda; 23 ноября 1773, Лешно — 21 февраля 1845, Варшава) — польский и российский государственный деятель, действительный статский советник, Президент (городской голова) Варшавы. Директор Главного управления Департамента Правительственной комиссии внутренних дел, духовного и народного образования, член Государственного совета Царства Польского (1834 году), масон.

## Биография

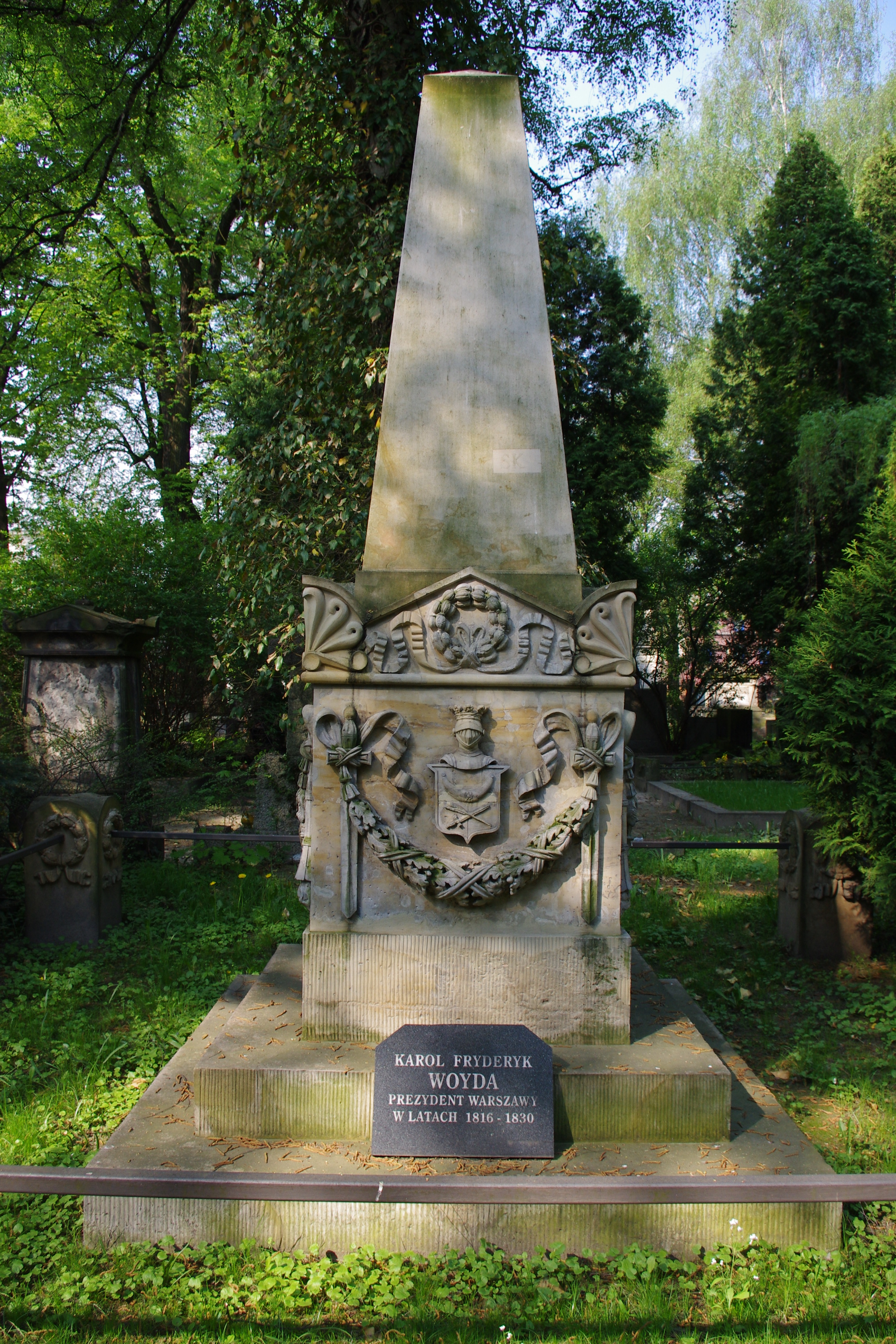
Памятник К. Ф. Войды на кальвинистском кладбище Варшавы

Кальвинист. Обучался в Германии. С 1792 года работал в польском посольстве в Германии. Участник восстания Костюшко. После поражения восстания эмигрировал и вступил в Польские легионы (1794—1801).
После окончания войны с Наполеоном, был прощен русским императором и вернулся на родину.
6 января 1816 наместник Царства Польского И. Зайончек назначил его градоначальником (президент) Варшавы.
Работал на этом посту до 30 ноября 1830, после чего ушел в отставку и покинул Варшаву.
Став президентом, разработал планы по расширению и модернизации польской столицы, но его раболепие и лояльность по отношению к царским властям вызвали нелюбовь у варшавян и многого ему достичь не удалось.
Умер 21 февраля 1845 и был похоронен кальвинистском кладбище Варшавы. Его сын Казимир Войда, также был президентом Варшавы (1862—1863).

## Награды
- Орден Святого Станислава 1-й степени (1 декабря 1815, царство Польское)[2].
- Орден Святой Анны 1 степени (7 июня 1829); императорская корона к ордену (13 января 1835)[3]